# Bellator 173
Bellator 173: McGeary vs McDermott foi um evento de artes marciais mistas (MMA) produzido pelo Bellator MMA, realizado no dia 24 de fevereiro de 2017, na Odyssey Arena, em Belfast. No Brasil, o evento foi transmitido na Fox Sports, a partir das 23:00h.

## Background
O evento foi originalmente programado para ser encabeçado por uma luta entre Liam McGeary e Chris Fields. No entanto, em 20 de fevereiro, foi anunciado que Fields teve de se retirar do evento devido a lesão. A substituição inicial para Fields foi anunciada, o estreante no Bellator, Vladimir Filipovic. No entanto, Filipovic também foi retirado da luta devido a problemas com o visto. McGeary enfrentou o recém-chegado na organização, Brett McDermott.
O evento foi de dupla promoção, pois o card preliminar foi o card do BAMMA 28.